# Town Center at Boca Raton
Le Town Center at Boca Raton est un centre commercial américain situé à Boca Raton, dans le comté de Palm Beach, en Floride.